# Saison 2007-2008 du Club athlétique Brive Corrèze Limousin
Cette page présente la saison 2007-2008 du Club athlétique Brive Corrèze Limousin. Le club dispute le Top 14 et le Challenge européen.

## La saison

### Pré-saison
Le début de la saison 2007-2008 est marqué par la Coupe du Monde de rugby qui se déroule en Europe. De ce fait, la phase régulière de Top 14 redémarre beaucoup plus tardivement qu'à l'accoutumée, le 26 octobre. En attendant la reprise du Championnat, le CA Brive de Patrick Boutot, désormais managé par Laurent Seigne, va disputer pas moins de cinq rencontres amicales. Fin septembre, c'est le Stade aurillacois (récent champion de France de Fédérale 1) qui ouvre le bal sur la pelouse d'Amédée Domenech. Brive s'impose 33-13 dans cette affiche de derby. En octobre, les Corréziens vont battre le SC Albi, mais vont devoir s'incliner lors des trois tests suivants, devant respectivement l'ASM Clermont Auvergne, le Rugby club toulonnais et l'US Montauban.

### Récit de la saison sportive

#### Octobre 2007
Le 27 octobre, le CABCL entre officiellement dans le grand bain du Top 14, face à l'Aviron bayonnais. Les Basques rééditent leur performance réalisée quatre mois auparavant en clôture du dernier exercice. Ils s'imposent en Corrèze, d'une courte tête, 22-21.

#### Novembre 2007
Le week-end suivant, c'est l'autre formation basque de l'élite, Biarritz, qui visite le Stadium. De nouveau, c'est un échec pour Brive, sur le score de 12 à 7. A la suite de cette défaite, le président Sébastien limoge l'entraineur des avants Richard Crespy et le remplace par Olivier Magne, qui met un terme à sa carrière de joueur, sans avoir disputé le moindre match sous ses nouvelles couleurs. La saison européenne reprend ses droits dans la foulée avec le Challenge européen. Le 9 novembre, les Brivistes connaissent enfin la victoire contre les Irlandais du Connacht (15-6), avant de s'incliner pour la 2e journée chez les Anglais de Newcastle 25-19. Les ennuis en Championnat se poursuivent avec une lourde déroute dans la cuvette de Sapiac, 43-13, contre les Montalbanais.

#### Décembre 2007
Le début de saison catastrophique du CA Brive va continuer avec une quatrième défaite, la troisième à domicile. Le 1er décembre, c'est le Montpellier HRC qui gagne 9-6 au Stadium, expédiant Brive à la dernière place du classement. Patrick Sébastien déclare alors qu'il n'a pas encore les solutions. Il y a ensuite la double opposition de Challenge européen face aux modestes Espagnols d'El Salvador, conclue par deux larges succès. Le 22 décembre, le CABCL connaît un tournant positif dans sa saison en ramenant une victoire 27-19 du Stade Maurice-Boyau face à l'US Dax, un concurrent dans la course au maintien. Au terme de la  5e journée, les Blanc et Noir sortent de la zone rouge, un point devant leurs adversaires landais.

#### Janvier 2008
L'année 2008 débute par un déplacement à Perpignan pour les coéquipiers de Jérôme Bonvoisin. Sous la neige, l'USAP l'emporte mais Brive prend tout de même le bonus défensif. Ensuite, en conclusion de la phase de poules du Challenge européen, le CAB enregistre une contre-performance à Amédée-Domenech face aux Newcastle Falcons (19-12), mais il va se rattraper en Irlande en dominant le Connacht 22-15. Deuxièmes de la poule 3, les Coujoux accrochent la qualification en quarts de finale. Le feuilleton survie se poursuit le 26 janvier avec la réception du SC Albi, qui précède les Brivistes au classement général. Ces derniers livrent une prestation pleine de maîtrise et décrochent leur première victoire bonifiée en Championnat.

#### Février 2008
Sur leur lancée, les hommes de Seigne confirment leur assise à domicile la semaine suivante, face à d'autres Tarnais, ceux du Castres olympique. Après huit journées, le CABCL est revenu à la 10e place et possède cinq points d'avance sur le premier relégable, Dax. Les Corréziens concèdent ensuite un lourd revers chez le champion en titre Parisien (36-7), puis chutent sur leur pelouse lors du derby du Massif Central, face à l'ASM Clermont (9-11), lors d'un match âpre et disputé. Ils achèvent février avec une sévère raclée au Stade Ernest-Wallon face au Stade toulousain 51 à 3. Le club est maintenant en 12e position.

#### Mars 2008
Le 1er mars, le CA Brive se déplace au Stade Jacques-Fouroux d'Auch, et remporte un succès important face à la lanterne rouge gersoise (20-30). En conclusion de la phase aller, les Coujoux disposent des Berjalliens 29-13, lors d'une partie où se revèle le Sud-Africain Ronald Cooke, auteur de son premier essai en Top 14. A mi-saison, le CAB est 11e avec 26 points, soit 10 de plus que le treizième, Dax. Il débute la phase retour face aux Basques, sur leurs terres cette fois. Le séjour dans les Pyrénées-Atlantiques se conclut par deux échecs, le premier très frustrant à Jean-Dauger, où l'Aviron coiffe les Brivistes dans les derniers instants (20-18), le second au terme d'un match insipide contre les Biarrots (10-0). Le 29 mars, lors de la 16e journée, Brive retrouve le goût de la victoire (14-7), contre le Montauban TGXV, avant de retrouver l'Europe le week-end suivant.

#### Avril 2008
Le 4 avril, en quart de finale de Challenge européen, les cabistes sont battus par l'équipe anglaise des Sale Sharks, entrainée par Philippe Saint-André sur le score sans appel de 49 à 24. Il ne reste plus que le Top 14 à disputer pour Brive, qui devance toujours Dax de dix points. Les Corréziens vont augmenter ce pécule en dominant les Landais 30-0 au Stadium. Entre-temps, ils ont récupéré un bonus défensif contre Montpellier dans son nouveau Stade Yves-du-Manoir. Le mois d'avril s'achève toutefois sur un accroc à domicile contre l'USA Perpignan (16-7), après un match compliqué pour le demi d'ouverture Maxime Petitjean dans ses tirs au but.

#### Mai 2008
Brive commence le mois de mai par un double déplacement dans le Tarn. Comme au Pays basque, il ne ramène qu'un seul point de ce périple. Les joueurs de la cité gaillarde s'inclinent en effet de peu (21-18) chez le SC Albi avant de prendre la marée un peu plus loin, à Castres (41-10). Le 16 mai, en ouverture de la 22e journée, le CA Brive bat le Stade Français sur le score de 11 à 3. Il reste 11e au classement, mais son avance sur la zone rouge est de seulement sept points. Le week-end suivant, les Brivistes sont lourdement défaits 38-7 au Stade Marcel-Michelin par l'ASM qui est en route pour sa 9e finale de Championnat. Le 30 mai, c'est le futur bourreau des Jaunards, Toulouse,qui se présente au Stadium. Au terme d'un superbe match plein de suspense, les Blanc et Noir arrachent un succès de prestige 15-12. La grande révélation de la saison briviste Antonie Claassen (arrivé comme joker médical d'Olivier Magne) marque l'essai décisif qui offre la victoire à Brive. Tombés à la 12e place, les Corréziens assurent par cette victoire leur maintien dans l'élite du rugby français.

#### Juin 2008
La fin de saison est jalonnée par deux rencontres de Top 14. Le 7 juin, c'est le dernier match à domicile, face à des Auscitains condamnés depuis plusieurs semaines. Le CABCL est cependant en difficultés mais accroche néanmoins le bonus offensif avec six essais inscrits et un score fleuve de 40-26. La 26e et dernière journée l'amène au Stade Pierre-Rajon, face à un CSBJ en perte de vitesse, qui compte alors Morgan Parra dans ses rangs. C'est une défaite bonifiée 22-19 qui vient clore la saison des Brivistes.

#### Championnat de France Espoirs
L'équipe Espoirs, entrainée par Sébastien Bonnet et Didier Casadeï, avec 15 victoires, 1 nul et 2 défaites, termine quant à elle en tête de sa poule gagnant sa place en poule Elite pour la saison 2008-2009.

## Joueurs et encadrement

### Dirigeants
- Patrick Boutot, Président
- François Duboisset et  Simon Gillham, Directeurs Généraux délégués

### Staff technique
- Laurent Seigne, Manager général
- Jean-Marie Soubira, entraineur, puis  Olivier Magne, à partir du 2 novembre 2007
- Richard Crespy (Adjoint), puis  Jean-Marie Soubira
- David Ellis, chargé de la défense, à partir du 26 janvier 2008

### Effectif 2007-2008
| Nom                     | Poste            | Naissance         | Nationalité sportive | International | Dernier club          | Arrivée au club |
| ----------------------- | ---------------- | ----------------- | -------------------- | ------------- | --------------------- | --------------- |
| Jean-Philippe Bonrepaux | Talonneur        | 7 décembre 1978   | France               | -             | AS Béziers            | 2007            |
| Jawad Djoudi            | Talonneur        | 8 mai 1976        | France               | -             | CS Bourgoin-Jallieu   | 2003            |
| Steve Thompson          | Talonneur        | 15 juillet 1978   | Angleterre           |               | Northampton Saints    | 2007            |
| Kevin Buys              | Pilier           | 26 avril 1986     | Afrique du Sud       | -             | Bulls                 | 2007            |
| Andrés Bordoy           | Pilier           | 30 décembre 1982  | Argentine            | -             | Duendes Rosario       | 2007            |
| Pierre Capdevielle      | Pilier           | 30 mars 1974      | France               | -             | AS Montferrand        | 2001            |
| Scott Franklin          | Pilier           | 23 octobre 1980   | Canada               |               | Castaway Wanderers    | 2007            |
| Luke Harbut             | Pilier           | 18 avril 1980     | Angleterre           | -             | Northampton Saints    | 2006            |
| Simon Hughes            | Pilier           | 24 juin 1986      | Angleterre           | -             | Formé au club         | Formé au club   |
| Davit Khinchaguishvili  | Pilier           | 24 juillet 1982   | Géorgie              |               | CS Bourgoin-Jallieu   | 2007            |
| Petrisor Toderasc       | Pilier           | 15 juillet 1980   | Roumanie             |               | US Oyonnax            | 2005            |
| Valerio Bernabo         | Deuxième ligne   | 3 mars 1984       | Italie               |               | Rugby Calvisano       | 2007            |
| Vickus Liebenberg       | Deuxième ligne   | 20 février 1985   | Afrique du Sud       | -             | Formé au club         | Formé au club   |
| Brad Mika               | Deuxième ligne   | 2 juin 1981       | Nouvelle-Zélande     |               | Wellington Hurricanes | 2007            |
| Christian Short         | Deuxième ligne   | 15 novembre 1979  | Irlande              | -             | Northampton Saints    | 2007            |
| Charl van Rensburg      | Deuxième ligne   | 4 septembre 1973  | Afrique du Sud       | -             | Sharks                | 2005            |
| Johan van Zyl           | Deuxième ligne   | 11 novembre 1980  | Afrique du Sud       | -             | Natal Sharks          | 2005            |
| Simon Azoulai           | Troisième ligne  | 15 juin 1980      | France               | -             | CA Bègles-Bordeaux    | 2003            |
| Aurélien Béco           | Troisième ligne  | 12 mars 1986      | France Portugal      | -             | Formé au club         | Formé au club   |
| Jérôme Bonvoisin        | Troisième ligne  | 8 août 1973       | France               | -             | AS Montferrand        | 2001            |
| Antonie Claassen        | Troisième ligne  | 20 octobre 1984   | Afrique du Sud       | -             | Blue Bulls            | 2007            |
| Fabien Domingo          | Troisième ligne  | 24 septembre 1976 | France               | -             | Stade aurillacois     | 2006            |
| Vincent Forgues         | Troisième ligne  | 21 août 1981      | France               | -             | Section paloise       | 2006            |
| Alexandru Manta         | Troisième ligne  | 7 juin 1977       | Roumanie             |               | Castres olympique     | 2007            |
| Ryno Van Der Merwe      | Troisième ligne  | 17 octobre 1978   | Afrique du Sud       | -             | Central Cheetahs      | 2007            |
| Grégory Mahé            | Demi de mêlée    | 12 août 1981      | France               | -             | RC Narbonne           | 2007            |
| Damien Neveu            | Demi de mêlée    | 29 juin 1986      | France               | -             | Formé au club         | Formé au club   |
| Jean-Baptiste Péjoine   | Demi de mêlée    | 17 juillet 1980   | France               | -             | Stade bordelais       | 2001            |
| Jonathan Pélissié       | Demi de mêlée    | 6 juin 1988       | France               | -             | Formé au club         | Formé au club   |
| Benjamin Dambielle      | Demi d'ouverture | 15 juillet 1985   | France               | -             | Biarritz olympique    | 2007            |
| Luciano Orquera         | Demi d'ouverture | 12 octobre 1981   | Italie Argentine     |               | FC Auch               | 2006            |
| Maxime Petitjean        | Demi d'ouverture | 17 mars 1984      | France               | -             | Stade aurillacois     | 2005            |
| Ronnie Cooke            | 3/4 centre       | 5 avril 1984      | Afrique du Sud       | -             | Free State Cheetahs   | 2007            |
| Fabrice Estebanez       | 3/4 centre       | 26 décembre 1981  | France               | -             | UA Gaillac            | 2007            |
| Terry Fanolua           | 3/4 centre       | 3 juillet 1974    | Samoa                |               | Gloucester RFC        | 2006            |
| Saia Fekitoa            | 3/4 centre       | 31 juillet 1987   | Tonga                | -             | Formé au club         | Formé au club   |
| Suka Hufanga            | 3/4 centre       | 18 juin 1982      | Tonga                |               | AS Béziers            | 2006            |
| Ben Johnston            | 3/4 centre       | 8 novembre 1978   | Angleterre           | -             | Saracens              | 2007            |
| Filimone Bolavucu       | 3/4 aile         | 13 février 1981   | Fidji                |               | Bay of Plenty         | 2006            |
| David Bory              | 3/4 aile         | 8 mars 1976       | France               |               | Bath Rugby            | 2007            |
| Ben Cohen               | 3/4 aile         | 14 septembre 1978 | Angleterre           |               | Northampton Saints    | 2007            |
| Norman Ligairi          | 3/4 aile         | 29 janvier 1976   | Fidji                |               | Secom Rugguts         | 2006            |
| Alexis Palisson         | 3/4 aile         | 9 septembre 1987  | France               | -             | Formé au club         | Formé au club   |
| Farid Sid               | 3/4 aile         | 27 mars 1979      | France               | -             | US Colomiers          | 2004            |
| Barry Davies            | Arrière          | 5 mars 1981       | Pays de Galles       |               | Llanelli Scarlets     | 2007            |
| Nicolas Le Roux         | Arrière          | 1er octobre 1976  | France               | -             | Worcester Warriors    | 2006            |

## Calendrier
| Date du match     | Domicile              | Extérieur             | Score | Lieu du match              | Catégorie                             | Classement |
| ----------------- | --------------------- | --------------------- | ----- | -------------------------- | ------------------------------------- | ---------- |
| 27 septembre 2007 | CA Brive              | Stade aurillacois     | 33-13 | Stade Amédée Domenech      | Amical                                | -          |
| 2 octobre 2007    | SC Albi               | CA Brive              | 25-30 | Issoire                    | Amical                                | -          |
| 5 octobre 2007    | ASM Clermont Auvergne | CA Brive              | 17-10 | Issoire                    | Amical                                | -          |
| 12 octobre 2007   | RC Toulon             | CA Brive              | 42-24 | Stade Mayol                | Amical                                | -          |
| 19 octobre 2007   | CA Brive              | US Montauban          | 14-28 | Montpon-Ménestérol         | Amical                                | -          |
| 27 octobre 2007   | CA Brive              | Aviron bayonnais      | 21-22 | Stade Amédée-Domenech      | 1re journée de Top 14                 | 13         |
| 2 novembre 2007   | CA Brive              | Biarritz olympique    | 7-12  | Stade Amédée-Domenech      | 2e journée de Top 14                  | 12         |
| 9 novembre 2007   | CA Brive              | Connacht Rugby        | 15-6  | Stade Amédée-Domenech      | 1re journée du Challenge européen     | 2          |
| 15 novembre 2007  | Newcastle Falcons     | CA Brive              | 25-19 | Kingston Park              | 2e journée du Challenge européen      | 2          |
| 24 novembre 2007  | Montauban TGXV        | CA Brive              | 43-13 | Stade Sapiac               | 3e journée de Top 14                  | 13         |
| 1er décembre 2007 | CA Brive              | Montpellier HRC       | 6-9   | Stade Amédée-Domenech      | 4e journée de Top 14                  | 14         |
| 9 décembre 2007   | CA Brive              | El Salvador Rugby     | 71-0  | Stade Amédée-Domenech      | 3e journée du Challenge européen      | 2          |
| 16 décembre 2007  | El Salvador Rugby     | CA Brive              | 8-40  | Campo de Pepe Rojo         | 4e journée du Challenge européen      | 2          |
| 22 décembre 2007  | US Dax                | CA Brive              | 19-27 | Stade Maurice-Boyau        | 5e journée de Top 14                  | 12         |
| 5 janvier 2008    | USA Perpignan         | CA Brive              | 23-19 | Stade Aimé-Giral           | 6e journée de Top 14                  | 12         |
| 11 janvier 2008   | CA Brive              | Newcastle Falcons     | 12-19 | Stade Amédée-Domenech      | 5e journée du Challenge européen      | 2          |
| 18 janvier 2008   | Connacht Rugby        | CA Brive              | 15-22 | Campo de Pepe Rojo         | 6e journée du Challenge européen      | 2          |
| 26 janvier 2008   | CA Brive              | SC Albi               | 25-6  | Stade Amédée-Domenech      | 7e journée de Top 14                  | 11         |
| 2 février 2008    | CA Brive              | Castres olympique     | 26-13 | Stade Amédée-Domenech      | 8e journée de Top 14                  | 10         |
| 8 février 2008    | Stade Français        | CA Brive              | 36-7  | Stade Jean-Bouin           | 9e journée de Top 14                  | 11         |
| 16 février 2008   | CA Brive              | ASM Clermont Auvergne | 9-11  | Stade Amédée-Domenech      | 10e journée de Top 14                 | 12         |
| 23 février 2008   | Stade toulousain      | CA Brive              | 51-3  | Stade Ernest-Wallon        | 11e journée de Top 14                 | 12         |
| 1er mars 2008     | FC Auch               | CA Brive              | 20-30 | Stade Jacques-Fouroux      | 12e journée de Top 14                 | 11         |
| 8 mars 2008       | CA Brive              | CS Bourgoin-Jallieu   | 29-13 | Stade Amédée-Domenech      | 13e journée de Top 14                 | 11         |
| 15 mars 2008      | Aviron bayonnais      | CA Brive              | 20-18 | Stade Jean-Dauger          | 14e journée de Top 14                 | 11         |
| 21 mars 2008      | Biarritz olympique    | CA Brive              | 10-0  | Parc des sports d'Aguiléra | 15e journée de Top 14                 | 11         |
| 29 mars 2008      | CA Brive              | Montauban TGXV        | 14-7  | Stade Amédée-Domenech      | 16e journée de Top 14                 | 11         |
| 4 avril 2008      | Sale Sharks           | CA Brive              | 49-24 | Edgeley Park               | Quart de finale du Challenge européen | Éliminé    |
| 12 avril 2008     | Montpellier HRC       | CA Brive              | 20-14 | Stade Yves-du-Manoir       | 17e journée de Top 14                 | 11         |
| 19 avril 2008     | CA Brive              | US Dax                | 30-0  | Stade Amédée-Domenech      | 18e journée de Top 14                 | 9          |
| 26 avril 2008     | CA Brive              | USA Perpignan         | 7-16  | Stade Amédée-Domenech      | 19e journée de Top 14                 | 10         |
| 3 mai 2008        | SC Albi               | CA Brive              | 21-18 | Stadium municipal d'Albi   | 20e journée de Top 14                 | 11         |
| 11 mai 2008       | Castres olympique     | CA Brive              | 41-10 | Stade Pierre-Antoine       | 21e journée de Top 14                 | 11         |
| 16 mai 2008       | CA Brive              | Stade Français        | 11-3  | Stade Amédée-Domenech      | 22e journée de Top 14                 | 11         |
| 23 mai 2008       | ASM Clermont Auvergne | CA Brive              | 38-7  | Stade Marcel-Michelin      | 23e journée de Top 14                 | 12         |
| 30 mai 2008       | CA Brive              | Stade toulousain      | 15-12 | Stade Amédée-Domenech      | 24e journée de Top 14                 | 12         |
| 7 juin 2008       | CA Brive              | FC Auch               | 40-26 | Stade Amédée-Domenech      | 25e journée de Top 14                 | 10         |
| 14 juin 2008      | CS Bourgoin-Jallieu   | CA Brive              | 22-19 | Stade Pierre-Rajon         | 26e journée de Top 14                 | 11         |

## Statistiques

### Statistiques collectives

#### Classement Top 14
| Rang | Club                     | J  | V  | N | D  | Bo | Bd | Pm  | Pe  | Diff | Pts |
| ---- | ------------------------ | -- | -- | - | -- | -- | -- | --- | --- | ---- | --- |
| 1    | ASM Clermont             | 26 | 20 | 0 | 6  | 11 | 5  | 773 | 380 | +393 | 96  |
| 2    | Stade toulousain         | 26 | 19 | 0 | 7  | 11 | 4  | 723 | 394 | +329 | 91  |
| 3    | Stade français Paris (T) | 26 | 18 | 0 | 8  | 5  | 3  | 617 | 417 | +200 | 80  |
| 4    | USA Perpignan            | 26 | 17 | 2 | 7  | 4  | 3  | 531 | 392 | +139 | 79  |
| 5    | Castres olympique        | 26 | 15 | 0 | 11 | 6  | 3  | 564 | 524 | +40  | 69  |
| 6    | Biarritz olympique       | 26 | 13 | 1 | 12 | 3  | 9  | 385 | 339 | +46  | 66  |
| 7    | US Montauban             | 26 | 13 | 0 | 13 | 2  | 9  | 420 | 446 | -26  | 63  |
| 8    | Montpellier HR           | 26 | 14 | 0 | 12 | 1  | 4  | 426 | 490 | -64  | 61  |
| 9    | Aviron bayonnais         | 26 | 11 | 1 | 14 | 2  | 6  | 457 | 535 | -78  | 54  |
| 10   | CS Bourgoin-Jallieu      | 26 | 10 | 2 | 14 | 1  | 6  | 453 | 526 | -73  | 51  |
| 11   | CA Brive                 | 26 | 10 | 0 | 16 | 2  | 9  | 425 | 514 | -89  | 51  |
| 12   | SC Albi                  | 26 | 9  | 1 | 16 | 2  | 8  | 415 | 549 | -134 | 48  |
| 13   | US Dax (P)               | 26 | 6  | 1 | 19 | 0  | 8  | 314 | 645 | -331 | 34  |
| 14   | FC Auch (P)              | 26 | 3  | 0 | 23 | 0  | 7  | 336 | 688 | -352 | 19  |

#### Classement Poule 3 de Challenge européen
|   | Équipe               | Pts | B | J | G | N | P | PP  | PC  | Diff |
| - | -------------------- | --- | - | - | - | - | - | --- | --- | ---- |
| 1 | Newcastle Falcons    | 24  | 4 | 6 | 5 | 0 | 1 | 264 | 57  | +207 |
| 2 | CA Brive             | 20  | 4 | 6 | 4 | 0 | 2 | 179 | 73  | +106 |
| 3 | Connacht             | 15  | 3 | 6 | 3 | 0 | 3 | 172 | 97  | +75  |
| 4 | Cetransa El Salvador | 0   | 0 | 6 | 0 | 0 | 6 | 26  | 414 | -388 |

### Statistiques individuelles

#### Statistiques par joueur
(Tableau à jour au 15 juin 2008)
| Joueur                         | Poste            | Top 14 | Top 14 | Top 14 | Top 14 | Top 14 | Top 14 | Top 14 | Top 14 | Top 14 |     | Challenge européen | Challenge européen | Challenge européen | Challenge européen | Challenge européen | Challenge européen | Challenge européen | Challenge européen | Challenge européen |      | Total | Total | Total | Total | Total | Total | Total | Total | Total |
| Joueur                         | Poste            | TJ     | Tit.   | Rem.   | E      | T      | P      | D      | CJ     | CR     | TJ  | Tit.               | Rem.               | E                  | T                  | P                  | D                  | CJ                 | CR                 | TJ                 | Tit. | Rem.  | E     | T     | P     | D     | CJ    | CR    |       |       |
| ------------------------------ | ---------------- | ------ | ------ | ------ | ------ | ------ | ------ | ------ | ------ | ------ | --- | ------------------ | ------------------ | ------------------ | ------------------ | ------------------ | ------------------ | ------------------ | ------------------ | ------------------ | ---- | ----- | ----- | ----- | ----- | ----- | ----- | ----- | ----- | ----- |
| Jean-Philippe Bonrepaux        | Talonneur        | 833    | 11     | 9      | 1      | -      | -      | -      | 2      | -      |     | 391                | 4                  | 2                  | 1                  | -                  | -                  | -                  | 1                  | -                  |      | 224   | 15    | 11    | 2     | -     | -     | -     | 3     | -     |
| Jawad Djoudi                   | Talonneur        | 930    | 12     | 4      | -      | -      | -      | -      | -      | -      | 164 | 2                  | 3                  | -                  | -                  | -                  | -                  | -                  | -                  | 1094               | 14   | 7     | -     | -     | -     | -     | -     | -     |       |       |
| Steve Thompson                 | Talonneur        | 317    | 3      | 6      | -      | -      | -      | -      | -      | -      | 168 | 1                  | 3                  | 1                  | -                  | -                  | -                  | -                  | -                  | 485                | 4    | 9     | 1     | -     | -     | -     | -     | -     |       |       |
| Kevin Buys                     | Pilier           | 17     | 5      | 10     | -      | -      | -      | -      | 1      | -      | -   | -                  | -                  | -                  | -                  | -                  | -                  | -                  | -                  | 517                | 5    | 10    | -     | -     | -     | -     | 1     | -     |       |       |
| Andrés Bordoy                  | Pilier           | 348    | 2      | 7      | 1      | -      | -      | -      | -      | -      | 313 | 3                  | 3                  | -                  | -                  | -                  | -                  | -                  | -                  | 661                | 5    | 10    | 1     | -     | -     | -     | -     | -     |       |       |
| Pierre Capdevielle             | Pilier           | 934    | 15     | -      | 2      | -      | -      | -      | 1      | -      | 169 | 3                  | -                  | -                  | -                  | -                  | -                  | -                  | -                  | 1103               | 18   | -     | 2     | -     | -     | -     | 1     | -     |       |       |
| Scott Franklin                 | Pilier           | 128    | 2      | 1      | -      | -      | -      | -      | 1      | -      | 218 | 3                  | -                  | -                  | -                  | -                  | -                  | -                  | -                  | 346                | 5    | 1     | -     | -     | -     | -     | 1     | -     |       |       |
| Luke Harbut                    | Pilier           | 544    | 7      | 2      | -      | -      | -      | -      | -      | -      | 256 | 3                  | 2                  | -                  | -                  | -                  | -                  | -                  | -                  | 800                | 10   | 4     | -     | -     | -     | -     | -     | -     |       |       |
| Simon Hughes                   | Pilier           | 60     | 1      | -      | -      | -      | -      | -      | -      | -      | -   | -                  | -                  | -                  | -                  | -                  | -                  | -                  | -                  | 60                 | 1    | -     | -     | -     | -     | -     | -     | -     |       |       |
| Géorgie David Khinchaguishvili | Pilier           | 940    | 13     | -      | -      | -      | -      | -      | -      | -      | 50  | 1                  | -                  | -                  | -                  | -                  | -                  | -                  | -                  | 990                | 14   | -     | -     | -     | -     | -     | -     | -     |       |       |
| Petrisor Toderasc              | Pilier           | 628    | 7      | 5      | -      | -      | -      | -      | -      | -      | 80  | 1                  | -                  | -                  | -                  | -                  | -                  | -                  | -                  | 708                | 8    | 5     | -     | -     | -     | -     | -     | -     |       |       |
| Valerio Bernabo                | Deuxième ligne   | 214    | 3      | 1      | -      | -      | -      | -      | -      | -      | 80  | 1                  | -                  | -                  | -                  | -                  | -                  | -                  | -                  | 294                | 4    | 1     | -     | -     | -     | -     | -     | -     |       |       |
| Vickus Liebenberg              | Deuxième ligne   | 133    | 1      | 3      | -      | -      | -      | -      | 1      | -      | 80  | 1                  | -                  | 2                  | -                  | -                  | -                  | -                  | -                  | 213                | 2    | 3     | 2     | -     | -     | -     | 1     | -     |       |       |
| Brad Mika                      | Deuxième ligne   | 171    | 2      | 1      | -      | -      | -      | -      | -      | -      | 230 | 3                  | -                  | -                  | -                  | -                  | -                  | 1                  | -                  | 401                | 5    | 1     | -     | -     | -     | -     | 1     | -     |       |       |
| Christian Short                | Deuxième ligne   | 503    | 6      | 4      | -      | -      | -      | -      | -      | -      | -   | -                  | -                  | -                  | -                  | -                  | -                  | -                  | -                  | 503                | 6    | 4     | -     | -     | -     | -     | -     | -     |       |       |
| Charl van Rensburg             | Deuxième ligne   | 485    | 6      | 4      | -      | -      | -      | -      | -      | -      | 342 | 4                  | 1                  | -                  | -                  | -                  | -                  | 1                  | -                  | 827                | 10   | 5     | -     | -     | -     | -     | 1     | -     |       |       |
| Johan van Zyl                  | Deuxième ligne   | 1454   | 20     | 2      | -      | -      | -      | -      | 1      | -      | 240 | 3                  | -                  | -                  | -                  | -                  | -                  | -                  | -                  | 1694               | 23   | 2     | -     | -     | -     | -     | 1     | -     |       |       |
| Simon Azoulai                  | Troisième ligne  | 1327   | 16     | 4      | 2      | -      | -      | -      | 1      | -      | 428 | 6                  | -                  | -                  | -                  | -                  | -                  | -                  | -                  | 1755               | 22   | 4     | 2     | -     | -     | -     | 1     | -     |       |       |
| Aurélien Béco                  | Troisième ligne  | 0      | -      | -      | -      | -      | -      | -      | -      | -      | -   | -                  | -                  | -                  | -                  | -                  | -                  | -                  | -                  | -                  | -    | -     | -     | -     | -     | -     | -     | -     |       |       |
| Jérôme Bonvoisin               | Troisième ligne  | 711    | 9      | 3      | 1      | -      | -      | -      | -      | -      | 346 | 5                  | -                  | 1                  | -                  | -                  | -                  | 1                  | -                  | 1057               | 14   | 3     | 2     | -     | -     | -     | 1     | -     |       |       |
| Antonie Claassen               | Troisième ligne  | 945    | 10     | 4      | 1      | -      | -      | -      | -      | -      | -   | -                  | -                  | -                  | -                  | -                  | -                  | -                  | -                  | 945                | 10   | 4     | 1     | -     | -     | -     | -     | -     |       |       |
| Fabien Domingo                 | Troisième ligne  | 1542   | 18     | 2      | 4      | -      | -      | -      | 2      | -      | 279 | 3                  | 2                  | -                  | -                  | -                  | -                  | -                  | -                  | 1821               | 21   | 4     | -     | -     | -     | -     | -     | -     |       |       |
| Vincent Forgues                | Troisième ligne  | 1487   | 18     | 3      | 1      | -      | -      | -      | 1      | -      | 142 | 2                  | 3                  | 1                  | -                  | -                  | -                  | -                  | -                  | 1629               | 20   | 6     | 2     | -     | -     | -     | 1     | -     |       |       |
| Alexandru Manta                | Troisième ligne  | 886    | 13     | 7      | 3      | -      | -      | -      | 1      | -      | 241 | 4                  | -                  | 1                  | -                  | -                  | -                  | 1                  | -                  | 1127               | 17   | 7     | 4     | -     | -     | -     | 2     | -     |       |       |
| Ryno Van Der Merwe             | Troisième ligne  | 683    | 8      | 7      | 2      | -      | -      | -      | 1      | -      | 253 | 3                  | 1                  | 1                  | -                  | -                  | -                  | -                  | -                  | 936                | 11   | 8     | 3     | -     | -     | -     | 1     | -     |       |       |
| Grégory Mahé                   | Demi de mêlée    | 226    | 2      | 7      | -      | -      | -      | -      | -      | -      | 409 | 4                  | 3                  | -                  | -                  | -                  | -                  | 2                  | -                  | 635                | 6    | 10    | -     | -     | -     | -     | 2     | -     |       |       |
| Damien Neveu                   | Demi de mêlée    | 393    | 4      | 7      | -      | -      | -      | -      | -      | -      | 40  | 1                  | 1                  | 1                  | -                  | -                  | -                  | -                  | -                  | 433                | 5    | 8     | 1     | -     | -     | -     | -     | -     |       |       |
| Jean-Baptiste Péjoine          | Demi de mêlée    | 1480   | 20     | 4      | 3      | -      | -      | -      | 1      | -      | 102 | 2                  | 1                  | -                  | -                  | -                  | -                  | -                  | -                  | 1582               | 22   | 5     | 3     | -     | -     | -     | 1     | -     |       |       |
| Jonathan Pélissié              | Demi de mêlée    | 75     | -      | 3      | 1      | -      | -      | -      | -      | -      | -   | -                  | -                  | -                  | -                  | -                  | -                  | -                  | -                  | 75                 | -    | 3     | 1     | -     | -     | -     | -     | -     |       |       |
| Benjamin Dambielle             | Demi d'ouverture | 365    | 5      | 2      | -      | 2      | 3      | 2      | -      | -      | 148 | 2                  | 3                  | -                  | 4                  | 2                  | -                  | -                  | -                  | 413                | 7    | 5     | -     | 6     | 5     | 2     | -     | -     |       |       |
| Luciano Orquera                | Demi d'ouverture | 882    | 11     | 2      | 1      | 9      | 32     | 1      | -      | -      | 240 | 3                  | 1                  | -                  | -                  | 8                  | -                  | -                  | -                  | 1122               | 14   | 3     | 1     | 9     | 40    | 1     | -     | -     |       |       |
| Maxime Petitjean               | Demi d'ouverture | 748    | 8      | 10     | -      | 9      | 16     | 3      | -      | -      | 329 | 4                  | 3                  | -                  | 9                  | 3                  | -                  | -                  | -                  | 1077               | 12   | 13    | -     | 18    | 18    | 3     | -     | -     |       |       |
| Ronald Cooke                   | 3/4 centre       | 985    | 12     | 4      | 1      | -      | -      | -      | -      | -      | 440 | 6                  | -                  | -                  | -                  | -                  | -                  | -                  | -                  | 1425               | 18   | 4     | 1     | -     | -     | -     | -     | -     |       |       |
| Fabrice Estebanez              | Centre           | 724    | 9      | 2      | -      | -      | -      | 1      | -      | -      | 320 | 4                  | -                  | 4                  | -                  | -                  | -                  | 1                  | -                  | 1044               | 13   | 2     | 4     | -     | -     | 1     | 1     | -     |       |       |
| Terry Fanolua                  | Centre           | 391    | 6      | 4      | 3      | -      | -      | -      | 1      | -      | -   | -                  | -                  | -                  | -                  | -                  | -                  | -                  | -                  | 391                | 6    | 4     | 3     | -     | -     | -     | 1     | -     |       |       |
| Saia Fekitoa                   | Centre           | 275    | 1      | 7      | 1      | -      | -      | -      | -      | -      | -   | -                  | -                  | -                  | -                  | -                  | -                  | -                  | -                  | 275                | 1    | 7     | 1     | -     | -     | -     | -     | -     |       |       |
| Suka Hufanga                   | Centre           | 1053   | 13     | 3      | 3      | -      | -      | -      | -      | -      | 275 | 2                  | 3                  | 1                  | -                  | -                  | -                  | -                  | -                  | 1328               | 15   | 6     | 4     | -     | -     | -     | -     | -     |       |       |
| Ben Johnston                   | Centre           | 1247   | 15     | 3      | 2      | 1      | -      | -      | -      | -      | 189 | 3                  | -                  | -                  | -                  | -                  | -                  | -                  | -                  | 1436               | 18   | 3     | 2     | 1     | -     | -     | -     | -     |       |       |
| Filimone Bolavucu              | 3/4 aile         | 775    | 11     | 1      | -      | -      | -      | -      | -      | -      | 158 | 3                  | -                  | 3                  | -                  | -                  | -                  | -                  | -                  | 933                | 14   | 1     | 3     | -     | -     | -     | -     | -     |       |       |
| David Bory                     | Ailier           | 146    | 2      | -      | -      | -      | -      | -      | -      | -      | 40  | -                  | 1                  | -                  | -                  | -                  | -                  | -                  | -                  | 186                | 2    | 1     | -     | -     | -     | -     | -     | -     |       |       |
| Ben Cohen                      | Ailier           | 964    | 12     | 1      | 1      | -      | -      | -      | 1      | -      | -   | -                  | -                  | -                  | -                  | -                  | -                  | -                  | -                  | 964                | 12   | 1     | 1     | -     | -     | -     | 1     | -     |       |       |
| Norman Ligairi                 | Ailier           | 562    | 8      | 1      | -      | -      | -      | -      | -      | -      | 183 | 2                  | 1                  | -                  | -                  | -                  | -                  | 1                  | -                  | 745                | 10   | 2     | -     | -     | -     | -     | 1     | -     |       |       |
| Alexis Palisson                | Ailier           | 639    | 8      | 1      | 1      | 5      | 1      | -      | -      | -      | 320 | 4                  | -                  | 2                  | 5                  | -                  | -                  | -                  | -                  | 959                | 12   | 1     | 3     | 10    | 1     | -     | -     | -     |       |       |
| Farid Sid                      | Ailier           | 1271   | 17     | -      | 2      | -      | -      | -      | -      | -      | 280 | 4                  | -                  | 4                  | -                  | -                  | -                  | -                  | -                  | 1551               | 21   | -     | 6     | -     | -     | -     | -     | -     |       |       |
| Barry Davies                   | Arrière          | 1039   | 14     | 1      | 2      | -      | -      | -      | -      | -      | 290 | 4                  | -                  | 2                  | -                  | 1                  | -                  | -                  | -                  | 1329               | 18   | 1     | 4     | -     | 1     | -     | -     | -     |       |       |
| Nicolas Le Roux                | Arrière          | 240    | 4      | -      | -      | -      | -      | -      | -      | -      | 88  | 1                  | 1                  | -                  | -                  | -                  | -                  | -                  | -                  | 328                | 5    | 1     | -     | -     | -     | -     | -     | -     |       |       |

#### Statistiques par réalisateur
Classement des meilleurs réalisateurs en Top 14
| Rang | Joueur                | Poste            | Points | Essais | Transf. | Pén. | Drops |
| ---- | --------------------- | ---------------- | ------ | ------ | ------- | ---- | ----- |
| 1    | Luciano Orquera       | Demi d'ouverture | 122    | 1      | 9       | 32   | 1     |
| 2    | Maxime Petitjean      | Demi d'ouverture | 75     | -      | 9       | 16   | 3     |
| 3    | Fabien Domingo        | Troisième ligne  | 20     | 4      | -       | -    | -     |
| 4    | Benjamin Dambielle    | Demi d'ouverture | 19     | -      | 2       | 3    | 2     |
| 5    | Terry Fanolua         | Centre           | 15     | 3      | -       | -    | -     |
| -    | Alexandru Manta       | Troisième ligne  | 15     | 3      | -       | -    | -     |
| -    | Jean-Baptiste Péjoine | Demi de mêlée    | 15     | 3      | -       | -    | -     |
| -    | Suka Hufanga          | Centre           | 15     | 3      | -       | -    | -     |

Classement des meilleurs réalisateurs en Challenge européen
| Rang | Joueur            | Poste            | Points | Essais | Transf. | Pén. | Drops |
| ---- | ----------------- | ---------------- | ------ | ------ | ------- | ---- | ----- |
| 1    | Maxime Petitjean  | Demi d'ouverture | 27     | -      | 9       | 3    | -     |
| 2    | Luciano Orquera   | Demi d'ouverture | 24     | -      | -       | 8    | -     |
| 3    | Fabrice Estebanez | Centre           | 20     | 4      | -       | -    | -     |
| -    | Farid Sid         | Ailier           | 20     | 4      | -       | -    | -     |
| -    | Alexis Palisson   | Ailier           | 20     | 2      | 5       | -    | -     |
| 6    | Filimone Bolavucu | Ailier           | 15     | 3      | -       | -    | -     |

#### Statistiques par marqueur
| Rang  | Joueur                  | Poste            | Top 14    | Challenge européen | TOTAL     |
| ----- | ----------------------- | ---------------- | --------- | ------------------ | --------- |
| 1     | Farid Sid               | Ailier           | 2         | 4                  | 6 essais  |
| 2     | Alexandru Manta         | Troisième ligne  | 3         | 1                  | 4 essais  |
| 2     | Suka Hufanga            | Centre           | 3         | 1                  | 4 essais  |
| 2     | Barry Davies            | Arrière          | 2         | 2                  | 4 essais  |
| 2     | Fabrice Estebanez       | Centre           | -         | 4                  | 4 essais  |
| 6     | Jean-Baptiste Péjoine   | Demi de mêlée    | 3         | -                  | 3 essais  |
| 6     | Terry Fanolua           | Centre           | 3         | -                  | 3 essais  |
| 6     | Ryno Van Der Merwe      | Troisième ligne  | 2         | 1                  | 3 essais  |
| 6     | Alexis Palisson         | Ailier           | 1         | 2                  | 3 essais  |
| 6     | Filimone Bolavucu       | Ailier           | -         | 3                  | 3 essais  |
| 11    | Pierre Capdevielle      | Pilier           | 2         | -                  | 2 essais  |
| 11    | Simon Azoulai           | Troisième ligne  | 2         | -                  | 2 essais  |
| 11    | Ben Johnston            | Centre           | 2         | -                  | 2 essais  |
| 11    | Jean-Philippe Bonrepaux | Talonneur        | 1         | 1                  | 2 essais  |
| 11    | Jérôme Bonvoisin        | Troisième ligne  | 1         | 1                  | 2 essais  |
| 11    | Vincent Forgues         | Troisième ligne  | 1         | 1                  | 2 essais  |
| 11    | Vickus Liebenberg       | Deuxième ligne   | -         | 2                  | 2 essais  |
| 18    | Andrés Bordoy           | Pilier           | 1         | -                  | 1 essai   |
| 18    | Antonie Claassen        | Troisième ligne  | 1         | -                  | 1 essai   |
| 18    | Jonathan Pélissié       | Demi de mêlée    | 1         | -                  | 1 essai   |
| 18    | Luciano Orquera         | Demi d'ouverture | 1         | -                  | 1 essai   |
| 18    | Ronald Cooke            | Centre           | 1         | -                  | 1 essai   |
| 18    | Saia Fekitoa            | Centre           | 1         | -                  | 1 essai   |
| 18    | Ben Cohen               | Ailier           | 1         | -                  | 1 essai   |
| 18    | Steve Thompson          | Talonneur        | -         | 1                  | 1 essai   |
| 18    | Damien Neveu            | Demi de mêlée    | -         | 1                  | 1 essai   |
| #     | essai de pénalité       | -                | 1         | -                  | -         |
| Total | -                       | 26 marqueurs     | 36 essais | 25 essais          | 61 essais |

### Joueurs en sélections internationales
| Joueur                 | Poste           | Pays     | Compétition                                             | Sélections (points) |
| ---------------------- | --------------- | -------- | ------------------------------------------------------- | ------------------- |
| Scott Franklin         | Pilier          | Canada   | Coupe du Monde de Rugby 2007                            | 1 (0)               |
| Norman Ligairi         | Ailier          | Fidji    | Coupe du monde de rugby 2007                            | 5 (0)               |
| Alexis Palisson        | Ailier          | France   | Tests Match                                             | 2 (5)               |
| Valerio Bernabo        | Deuxième ligne  | Italie   | Coupe du monde de rugby 2007, Tests Match               | 4 (0)               |
| Davit Khinchaguishvili | Pilier          | Géorgie  | Coupe du monde de rugby 2007, Tournoi des Six Bations B | 5 (0)               |
| Alexandru Manta        | Troisième ligne | Roumanie | Coupe du monde de rugby 2007                            | 3 (5)               |
| Petrisor Toderasc      | Pilier          | Roumanie | Coupe du monde de rugby 2007, Tournoi des Six Bations B | 3 (0)               |
| Suka Hufanga           | Centre          | Tonga    | Coupe du monde de rugby 2007, Pacific Nations Cup       | 6 (10)              |

## Feuilles de matchs
1. ↑  « Feuille de match CA Brive - Aviron bayonnais », sur lnr.fr (consulté le 1er novembre 2007).
2. ↑  « Feuille de match CA Brive - Biarritz olympique », sur lnr.fr (consulté le 4 novembre 2007).
3. ↑  « Feuille de match Montauban TGX - CA Brive », sur lnr.fr (consulté le 26 novembre 2007).
4. ↑  « Feuille de match CA Brive - Montpellier HRC », sur lnr.fr (consulté le 3 décembre 2007).
5. ↑  « Feuille de match US Dax - CA Brive », sur lnr.fr (consulté le 26 décembre 2007).
6. ↑  « Feuille de match USA Perpignan - CA Brive », sur lnr.fr (consulté le 8 janvier 2008).
7. ↑  « Feuille de match CA Brive – SC Albi », sur lnr.fr (consulté le 29 janvier 2008).
8. ↑  « Feuille de match CA Brive – Castres olympique », sur lnr.fr (consulté le 4 février 2008).
9. ↑  « Feuille de match Stade Français - CA Brive », sur lnr.fr (consulté le 10 février 2008).
10. ↑  « Feuille de match CA Brive – ASM Clermont Auvergne », sur lnr.fr (consulté le 22 février 2008).
11. ↑  « Feuille de match Stade toulousain - CA Brive », sur lnr.fr (consulté le 26 février 2008).
12. ↑  « Feuille de match FC Auch - CA Brive », sur lnr.fr (consulté le 3 mars 2008).
13. ↑  « Feuille de match CA Brive – CS Bourgoin-Jallieu », sur lnr.fr (consulté le 11 mars 2008).
14. ↑  « Feuille de match Aviron bayonnais - CA Brive », sur lnr.fr (consulté le 17 mars 2008).
15. ↑  « Feuille de match Aviron bayonnais - CA Brive », sur lnr.fr (consulté le 24 mars 2008).
16. ↑  « Feuille de match CA Brive – Montauban TGXV », sur lnr.fr (consulté le 30 mars 2008).
17. ↑  « Feuille de match Montpellier HRC - CA Brive », sur lnr.fr (consulté le 15 avril 2008).
18. ↑  « Feuille de match CA Brive – US Dax », sur lnr.fr (consulté le 22 avril 2008).
19. ↑  « Feuille de match CA Brive – USA Perpignan », sur lnr.fr (consulté le 28 avril 2008).
20. ↑  « Feuille de match SC Albi - CA Brive », sur lnr.fr (consulté le 6 mai 2008).
21. ↑  « Feuille de match Castres olympique - CA Brive », sur lnr.fr (consulté le 14 mai 2008).
22. ↑  « Feuille de match CA Brive – Stade Français », sur lnr.fr (consulté le 19 mai 2008).
23. ↑  « Feuille de match ASM Clermont Auvergne - CA Brive », sur http:// cybervulcans.net (consulté le 25 mai 2008).
24. ↑  « Feuille de match CA Brive – Stade toulousain », sur lnr.fr (consulté le 31 mai 2008).
25. ↑  « Feuille de match CA Brive – FC Auch », sur lnr.fr (consulté le 12 juin 2008).
26. ↑  « Feuille de match CS Bourgoin-Jallieu - CA Brive », sur lnr.fr (consulté le 16 juin 2008).